# الفتاكون °360
يعرّفكم المغامر ستيف باكشال على أدق تفاصيل عالم الحيوانات وخفاياه من خلال استخدام أحدث أجهزة التكنولوجيا التفاعلية. كما يعرض لقطات مذهلة للمطاردات ويكشف عن تفاصيل شيقة لكيفية صيد الحيوانات المفترسة وأساليب الدفاع المدهشة التي تتمتع بها الفريسة. مَثًّل صوته في النسخة العربية حسان حمدان.

### وصلات داخلية
- الفتاكون 60
- تلفزيون ج

### وصلات خارجية
- الموقع الرسمي